# Aria di primavera
Aria di primavera è un film televisivo del 2018, diretto da Dwight Little.

## Trama
Loretta Johnson, organizzatrice di eventi, viene scambiata per il suo capo da un cliente e torna nella sua città natale per aiutarlo nella realizzazione di un evento. Con l'aiuto della sua famiglia e del suo ex fidanzato riuscirà nell'intento e comprenderà anche a chi appartiene realmente il suo cuore.

## Produzione
Le riprese del film si sono svolte a Baton Rouge e a St. Francisville, in Louisiana così come a Los Angeles, in California.

## Trasmissione
Il film televisivo è stato trasmesso su Hallmark Channel alle ore 21:00 del 31 marzo 2018.